# Akhmet Baïtoursinoff
Akhmet Baïtoursinoul (russifié en Baïtoursinoff) (kazakh : Ахмет Байтұрсынұлы; russe : Ахмет Байтурсынов) (né dans la province de Kostanaï le 28 janvier 1873 — fusillé le 8 décembre 1937) est un grammairien, poète et militant indépendantiste kazakh du début du XXe siècle.

## Biographie
Baïtoursinoff  reçoit sa formation secondaire à l'école d'instituteurs d'Orenbourg. Diplômé en 1895, Baïtoursinoff enseigne dans plusieurs villes du Kazakhstan, dont Aktioubé, Kostanaï et Karkaralinsk.
Dès 1895, Baïtoursinoff publie son premier article, « Dictons et proverbes kazakhs » (Kirgizskie primety i poslovitsy) dans un journal régional. Lorsqu'il s'établit à Ouralsk en 1905, il collabore avec ses compatriotes pour former la branche kazakhe du Parti constitutionnel démocratique. C'est probablement son engagement politique qui mène à son arrestation et son exil à Orenburg en 1909.
Là, il se met à écrire des articles pour Ay Qap. est aussi rédacteur en chef de Qazaq, le journal kazakh local, et publie son recueil des « Quarante Proverbes » (Qyryq Mysal). Parmi ses écrits de cette période, il faut citer sa traduction en kazakh des fables d’Ivan Krylov. En 1911, Baïtoursinoff donne à la presse son premier véritable essai politique : « Le Moustique » (Masa).

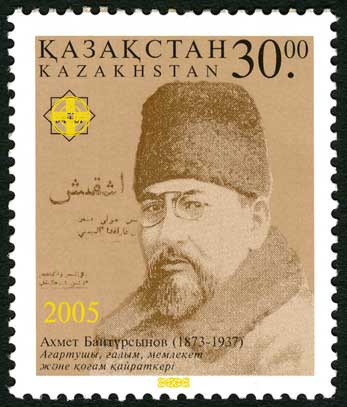
Timbre du Kazakhstan à l'effigie de A. Baïtoursinouli (2005).

Profitant de la Révolution d'Octobre, Baïtoursinoff repart pour le pays des steppes et commence à militer pour le parti indépendantiste Alash Orda. En 1920, il collabore  avec les Bolcheviks devenus majoritaires dans la région. Il est élu membre du Comité des Députés de l’Assemblée Constituante et préside le Comité révolutionnaire du Kraï kazakh, tout en exerçant la charge de commissaire à l’Instruction Publique. Il y contribue à réformer l’éducation et crée la première université du Kazakhstan. Baïtoursinoff a aussi cherché à adapter l’écriture arabe à la transcription du kazakh.
Mais en 1937, il est arrêté pour « sentiments nationalistes bourgeois » et exécuté sommairement. Ce crime politique déchaîne l'indignation, mais la contestation est noyée dans le sang. Héros du Kazakhstan, Baïtoursinoff est aujourd'hui plutôt considéré comme un martyr parmi tous les autres intellectuels non-russes, disparus dans les purges staliniennes. Ses œuvres littéraires  figurent au programme des lycées du Kazakhstan.

## Sources
- (en) Cet article est partiellement ou en totalité issu de l’article de Wikipédia en anglais intitulé « Akhmet Baytursinuli » (voir la liste des auteurs).
- (en) Steven Sabol, Russian Colonization of Central Asia and the Genesis of Kazak National Conscious, Palgrave Macmillan, 2003, 256 p. (ISBN 0-333-92142-9)
- (en) Notices sur les grands hommes du Kustanaï
- (en) La géographie des civilisations : sphère d'action de l’intelligentsia kazakhe, du milieu du XIXe siècle au début du XXe siècle